# Jurgita Štreimikytė-Virbickienė
Jurgita Štreimikytė-Virbickienė (Alytus, 14 mei 1972) is een voormalig basketbalspeelster die uitkwam voor het nationale basketbalteam van Litouwen.

## Carrière
Štreimikytė begon haar carrière bij Telerina Vilnius in 1992. Na één jaar stapte ze over naar Laisvė Kaunas. In 1994 verhuisde ze naar USV Olympic in Frankrijk. In 1998 verhuisde ze naar ASDG Comense 1872 in Italie. Met die club werd ze twee keer Landskampioen van Italië in 1999 en 2002. In 2000 ging ze ook spelen in de WNBA voor Indiana Fever. In 2003 keerde ze terug naar Lietuvos Telekomas. In 2008 verhuisde ze naar Spartak Oblast Moskou Vidnoje in Rusland. Met die club won ze de EuroLeague Women in 2009. In 2009 keerde ze terug naar VIČI-Aistės Kaunas. In 2010 stopte ze met basketbal.
Met het nationale team van de Litouwen won Štreimikytė goud in 1997 op het Europees Kampioenschap.
In 2010 werd ze assistent-coach bij Kibirkštis Vilnius. In 2014 werd ze hoofdcoach bij die club. Ze bleef dat tot 2018.

## Erelijst
- Landskampioen Litouwen: 4
  - Winnaar: 2004, 2005, 2006, 2007
- Baltische Liga: 4
  - Winnaar: 2004, 2005, 2006, 2007
- Landskampioen Italië: 2
  - Winnaar: 1999, 2002
- EuroLeague Women: 1
  - Winnaar: 2009
  - Runner-up: 1999
  - Derde: 2005
- Europees kampioenschap: 1
  - Goud: 1997